# Spacco tutto (Ginevra)
Spacco tutto è un singolo della cantautrice italiana Ginevra, in collaborazione con la cantautrice italiana Meg, pubblicato il 18 aprile 2025 come primo estratto dalla riedizione digitale del secondo album in studio Femina.

## Descrizione
Il brano, scritto da entrambe le artiste con Alda Nebiu, è prodotto da Domenico Finizio, Francesco e Marco Fugazza, in arte Suorcristona.

## Tracce
Testi di Ginevra Lubrano, Alda Nebiu e Maria Di Donna, musiche di Ginevra Lubrano e Francesco Fugazza.
1. Spacco tutto (feat. Meg) – 3:34